# Ruch Nowych Sił
Ruch Nowych Sił (ukr. Рух нових сил) – ukraińska partia polityczna założona w lutym 2017 roku przez Micheila Saakaszwilego.

## Historia
Po jesieni 2015 roku podjęto próby i negocjacje w celu utworzenia partii politycznej wokół ówczesnego gubernatora obwodu odeskiego Michaiła Saakaszwilego oraz członków międzyfrakcyjnej grupy parlamentarnej „Eurooptymiści”, Aliansu Demokratycznego oraz możliwie partii Samopomoc. Projekt ten upadł w czerwcu 2016 roku.
11 listopada 2016 roku Saakaszwili ogłosił zamiar stworzenia na Ukrainie nowej siły politycznej. Uczynił to cztery dni po tym, jak podał się do dymisji jako gubernator obwodu odeskiego, obwiniając osobiście prezydenta Petro Poroszenkę o sprzyjanie korupcji w Odessie i ogółem w kraju. 19 listopada Saakaszwili ogłosił rozpoczęcie formowania zespołu nowej partii pod nazwą „Ruch Nowych Sił”. 27 listopada 2016 roku partia zorganizowała swój pierwszy wiec w Kijowie. 
Pod koniec lutego 2017 roku Ministerstwo Sprawiedliwości oficjalnie zarejestrowało Ruch Nowych Sił jako partię polityczną. Wcześniej, w grudniu poprzedniego roku, Saakaszwili oświadczył, że nowa partia ma już 25 tys. członków.
W kwietniu 2017 roku partia Wola i Ruch Nowych Sił ogłosiły, że się połączą. W tym samym czasie, według Saakaszwilego, do nowego ugrupowania przystąpiło dziewięciu ukraińskich burmistrzów.
26 lipca roku prezydent Petro Poroszenko wydał dekret o pozbawieniu lidera partii Saakaszwilego jego ukraińskiego obywatelstwa. Na Ukrainie tylko osoby będący obywatelami tego kraju mogą prowadzić partie polityczne oraz być wybrani do parlamentu. Liderem partii został Dawit Sakwarelidze.
W październiku organizacja społeczna „Komitet wyborców Ukrainy” zwróciła się do Krajowej Agencji ds. Zapobiegania Korupcji z prośbą o sprawdzenie działalności dwudziestu jeden partii, w tym Ruchu Nowych Sił i „Naszej Ukrainy” ze względu na oznaki niejawnego finansowania. Powodem wezwania do sprawdzenia Ruchu Nowych Sił było zadeklarowanie przez partię zerych wydatków na prowadzenie działalności za I kwartał 2017 roku, podczas gdy zdaniem Komitetu regionalni liderzy organizowali w tym czasie liczne spotkania z wyborcami.
Po tym jak Saakaszwili, wpierw deportowany do Polski, przeniósł się do Holandii, w lutym 2018 roku, pełnił jedynie rolę doradczą w partii.
W grudniu 2018 roku partia Wola wycofała się z decyzji o połączeniu z partią Saakaszwilego. Lider ugrupowania Jurij Derewjanko oświadczył, że Saakaszwili bardziej zainteresowany był swoją rodzinną Gruzją niż polityką ukraińską. Derewjanko stwierdził również, że 90% członków lokalnych rad Ruchu Nowych Sił dołączyło do Woli.
W maju 2019 roku Saakaszwili powrócił na Ukrainę, po tym jak nowo wybrany prezydent, Wołodymyr Zełenski, unieważnił dekret o odebraniu mu obywatelstwa. Wkrótce jednak ogłosił, że nie ma na Ukrainie żadnych ambicji politycznych.
W czerwcu 2019 roku partia podjęła decyzję o wzięciu udziału w przedterminowych wyborach parlamentarnych na Ukrainie przewidzianych na koniec lipca tego roku. 23 czerwca Centralna Komisja Wyborcza odmówiła członkom partii prawa do udziału lipcowych wyborach parlamentarnych, ponieważ rzekomo kongres partii, 10 czerwca, naruszył jej statut. Dwa dni później decyzję tę uchylił Okręgowy Sąd Administracyjny Kijowa. 19 lipca lider partii, Michaił Saakaszwili, wezwał swoich zwolenników do głosowania na Sługę Ludu w tych wyborach. Ruchowi Nowych Sił nie udało się zdobyć żadnego miejsca w parlamencie, zebrawszy 0,46% ogółu głosów przy progu wyborczym wynoszącym 5% (na Sługi Ludu głosowało 43,16%). Partii nie udało się również zdobyć miejsca w okręgach jednomandatowych. Partia Wola także nie zdobyła żadnych mandatów w tych wyborach.

## Idee i program
W kwietniu 2017 roku lider partii, Saakaszwili, zaproponował „budowę dużego muru”, aby „tymczasowo odizolować się” od separatystycznych Donieckiej i Ługańskiej Republiki Ludowej w celu „skoncentrowania się na pozostałej części Ukrainy”. Saakaszwili wyraził pewność, że terytoria te mogą powrócić pod kontrolę rządu ukraińskiego, ale dopiero „po wyeliminowaniu korupcji i rozpoczęciu szybkiego rozwoju”.